# Goniodoris
Goniodoris is een geslacht van weekdieren uit de klasse van de Gastropoda (slakken).

## Soorten
- Goniodoris aspersa Alder & Hancock, 1864
- Goniodoris barroisi Vayssière, 1901
- Goniodoris brunnea Macnae, 1958
- Goniodoris castanea Alder & Hancock, 1845
- Goniodoris citrina Alder & Hancock, 1864
- Goniodoris felis Baba, 1949
- Goniodoris joubini Risbec, 1928
- Goniodoris kolabana Winckworth, 1946
- Goniodoris meracula Burn, 1958
- Goniodoris mercurialis Macnae, 1958
- Goniodoris mimula Er. Marcus, 1955
- Goniodoris modesta Alder & Hancock, 1864
- Goniodoris nodosa (Montagu, 1808)
- Goniodoris ovata Barnard, 1934
- Goniodoris petiti Crosse, 1875
- Goniodoris punctata Bergh, 1905
- Goniodoris sugashimae Baba, 1960
- Goniodoris violacea Risbec, 1928